# Krepidóma

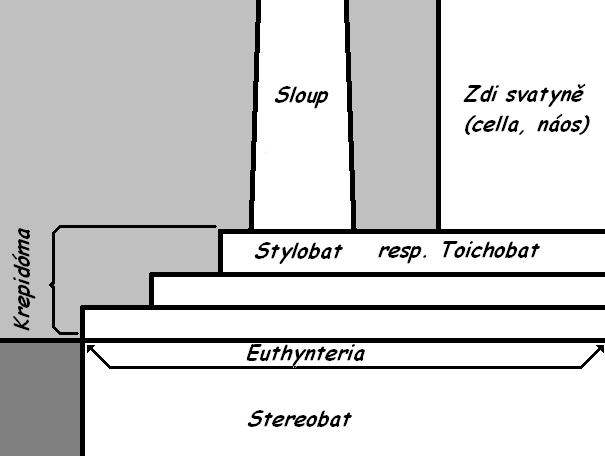
Schéma podstavce antického chrámu

Krepidómou ( z řečtiny: ἡ κρηπίς - bota, základna, podstavec) je označována stupňovitá podezdívka, základna antických chrámů, zejména řeckých.
Krepidóma nepatří k základům, které jsou skryty v zemi, ale vystupuje nad ní, a tudíž je viditelným architektonickým prvkem a významnou měrou se podílí na estetice budov.
Leží na nejvyšší vrstvě základů (stereobat), která se nazývá euthynteria. Od klasického období antického Řecka dostává krepidóma většinou podobu tří stupňů.
Poslední stupeň bývá často o něco vyšší než spodní stupně, aby byl výraznější, a je nazýván podle podoby budovy – stylobatem, pokud u jeho okraje stojí sloupoví chrámu, a toichobatem, pokud jsou na okraji postaveny zdi (chrámový styl in antis).